# Fixpunktgerade
Eine Fixpunktgerade ist in der Geometrie eine Gerade, deren Punkte Fixpunkte einer gegebenen Abbildung sind. Beispielsweise ist für eine Achsenspiegelung die Spiegelachse eine Fixpunktgerade, da die Spiegelung jeden Punkt der Achse auf sich abbildet. Eine Fixpunktgerade ist immer eine Fixgerade. Die Umkehrung dieser Aussage ist im Allgemeinen falsch. So sind etwa die Lote zur Achse einer Achsenspiegelung zwar Fixgeraden, aber keine Fixpunktgeraden. Bei einer Scherung gibt es eine Fixpunktgerade und die zu ihr parallelen Geraden sind Fixgeraden.
Eine Fixpunktgerade ist eine charakteristische Größe der Abbildung. Man spricht daher auch von der Fixpunktgeraden einer Abbildung. Eine perspektive Affinität besitzt immer eine Fixpunktgerade.

Fixpunktgeraden und Fixgeraden bei Achsenspiegelung und Scherung